# دیدیا کلارا
دیدیا کلارا (به لاتین: Didia Clara) (زادهٔ پیرامون ۱۵۳) دختر و تنها فرزند دیدیوس ژولیانوس، امپراتور روم و همسرش مانلیا اسکانتیلا بود. او در رم زاده شد و درهمان‌جا پرورش‌یافت.
پس از آن‌که دیدیوس ژولیانوس در اوایل سال ۱۹۳ میلادی موفق به خرید تاج و تخت روم از گاردهای پرتورین شد، سنای روم عنوان «آگوستوس» یا امپراتور را به او اعطا نمود. عنوان آگوستا نیز به همسرش مانلیا اسکانتیلا و دخترش دیدیا کلارا داده‌شد.
دیدیا کلارا به‌عنوان یکی از زیبارویان رومی شهره بود با این‌وجود عملاً اطلاع زیادی از زندگی یا شخصیت او در دست نیست. دیدیا کلارا را نخست به نامزدی یکی از عموزادگانش درآورده بودند اما در سال ۱۹۳ او با سکستوس کورنلیوس رپنتینوس که در دوران حکومت کوتاه‌مدت پدرش بخشدار رم بود ازدواج کرد. پس از آنکه دیدیوس ژولیانوس در ۱ ژوئن ۱۹۳ به قتل رسید، امپراتور جدید روم سپتیموس سوروس عنوان آگوستا را از دیدیا کلارا و مادرش گرفت. دیدیا کلارا در کمتر از یک ماه از مرگ پدرش مادرش را نیز از دست داد و از سرنوشت بعدی او نیز اطلاعی در دست نیست.